# لوکاس توماس (روزنامه‌نگار)
لوکاس توماس (ارمنی: [] Error: {{Lang}}: فاقد متن (راهنما)؛ انگلیسی: Luke Thomas؛ زادهٔ ۵ اوت ۱۹۷۹) روزنامه‌نگار اهل ارمنی‌تبار اهل ایالات متحده آمریکا است.

## زندگی‌نامه
وی در در به دنیا آمد و از فارغ‌التحصیل گشت. وی همچنین برنده جوایزی همچون  شد.